# Deudorix dariaves
Deudorix dariaves är en fjärilsart som beskrevs av William Chapman Hewitson 1877. Deudorix dariaves ingår i släktet Deudorix och familjen juvelvingar. Inga underarter finns listade i Catalogue of Life.

## Bildgalleri

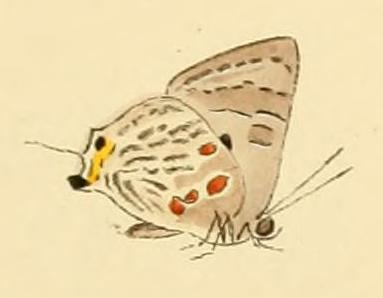